# Lake Lakengren
Lake Lakengren – jednostka osadnicza w Stanach Zjednoczonych, w stanie Ohio, w hrabstwie Preble.